# Komisja Edukacji, Nauki i Postępu Technicznego
Komisja Edukacji, Nauki i Postępu Technicznego – stała komisja sejmowa działająca do końca II kadencji. 

## Prezydium Komisji w Sejmie II kadencji
- Jan Zaciura (SLD) – przewodniczący
- Izabela Jaruga-Nowacka (UP) – zastępca przewodniczącego
- Ireneusz Skubis (PSL) – zastępca przewodniczącego
- Jerzy Zdrada (UW) – zastępca przewodniczącego[2]

## Prezydium Komisji w Sejmie I kadencji
- Andrzej Smirnow (NSZZ-S) – przewodniczący
- Aleksander Łuczak (PSL) – zastępca przewodniczącego
- Halina Nowina-Konopka (ZChN) – zastępca przewodniczącego
- Andrzej Rychlik (niez.) – zastępca przewodniczącego[3]

## Prezydium Komisji w Sejmie X kadencji
- Tadeusz Dziuba (niez.) – przewodniczący
- Aleksander Łuczak (PSL) – zastępca przewodniczącego
- Jerzy Zdrada (UD) – zastępca przewodniczącego
- Roman Ney (PZPR) – zastępca przewodniczącego[4]